# Horn Lake, Mississippi
Horn Lake là một thành phố thuộc quận DeSoto, tiểu bang Mississippi, Hoa Kỳ. Năm 2010, dân số của thành phố này là 26 066 người.

## Dân số
- Dân số năm 2000: 20 026 người.
- Dân số năm 2010: 26 066 người.